# Junonia battana
Junonia battana är en fjärilsart som beskrevs av Hans Fruhstorfer 1906. Junonia battana ingår i släktet Junonia och familjen praktfjärilar. Inga underarter finns listade i Catalogue of Life.